# Igor Mišukov
Igor Mišukov (Moskva, 28. travnja 1961.) je ruski hokejaš na ledu.
Igrao je za više klubova tijekom svoje karijere, a za igranja u Norveškoj, bio je najboljim strijelcem norveške 1. lige i izabran u momčadi "svih zvijezda" norveške 1. lige.

## Klupska karijera
- 1981/82.: CSKA Moskva
- 1982/83.: CSKA Moskva
- 1983/84.: Himik Voskresensk
- 1984/85.: Himik Voskresensk
- 1985/86.: Himik Voskresensk
- 1986/87.: Spartak Moskva
- 1987/88.: Spartak Moskva
- 1988/89.: Spartak Moskva
- 1989/90.: Spartak Moskva
- 1990/91.: Sparta Warriors, Sarpsborg
- 1991/92.: ?
- 1992/93.: ?
- 1993/94.: Sparta Warriors, Sarpsborg,
- 1994/95.: Spartak Moskva
- 1995/96.: Spartak Moskva
- 1996/97.: Spartak Moskva
- 1997/98.: Spartak Moskva

## Uspjesi
- najbolji strijelac norveške 1. lige 1990/91.
- igranje u postavi "svih zvijezda" norveške 1. lige 1990/91.